# Осман Саид Ибрахим Хакъ бей
Осман Саид Ибрахим Хакъ бей (на турски: Osman Sait Bey; на гръцки: Οσμάν Σαΐτ Ιμπραήμ Χακή Βέης) е османски политик, кмет на Солун.

## Биография
Става кмет на Солун и заема длъжността от 1908 до 1909 година. Негов общински съветник е андартът Ксенофон Пеонидис. Осман Саид бей е кмет на Солун за втори път от 1912 до 1916 година, когато градът вече е в Гърция. Отново е кмет на Солун от 15 ноември 1920 година до 22 септември 1922 година.